# الكوريا الرومانية
الكوريا الرومانية هي الجهاز الإداري والتنفيذي والاستشاري الذي يساعد البابا في الفاتيكان على إدارة مهامه المختلفة، ويعتبر البابا نفسه رئيسًا للكوريا، وهو من يعيّن أعضائها ويعفيهم حسب مصلحة الكنيسة. كانت الكوريّا تتألف من سبعين كاردينالاً فقط غير أنه مع تزايد عدد أتباع الكنيسة الكاثوليكية حول العالم وكذلك اتساع رقعة انتشارهم، قام البابوات يوحنا الثالث والعشرون و‌بولس السادس و‌يوحنا بولس الثاني بتوسعة العدد حتى استقر على 120 كاردينالاً ناخبًا، أي أقل من الثمانين من العمر، وحاليًا إلى جانب الكرادلة، هناك عدد من الأساقفة والقسس من ذوي لقب «خور أسقف» يخدمون في بعض أجهزة الكوريا الصغيرة.
يأتي بعد البابا في الكوريا، رئيس وزراء الفاتيكان، وغالبًا ما كان يتمتع في السابق بلقب «أمير» أو "كونت"، وأيضًا غالبًا ما اختاره البابوات من أصدقائهم أو أقاربهم لكونهم محل ثقة، كما عيّن البعض علمانيين في المنصب، وهو من يشرف على سائر أقسام الكوريا التي ومنذ نشوؤها في القرن السادس عشر وهي تشمل المجامع والمجالس البابوية واللجان الحبرية والمكاتب. أعيد تنظيم شؤون الكوريا مرارًا عديدة في الماضي، سيّما في أعقاب المجمع الفاتيكاني الثاني الذي ختم أعماله عام 1965، وكان أول من بدأ عملية إعادة التنظيم هو البابا بولس السادس عام 1967 وتلاه يوحنا بولس الثاني بدستور الراعي الصالح الذي أصدره العام 1988، غير أن التعديلات في بنية اللجان والمجالس على وجه الخصوص، وهي التي تلي المجامع في الأهمية، لم تتوقف وفق حاجة الكنيسة، بعد إصدار دستور «الراعي الصالح» سواءً في عهد يوحنا بولس الثاني أم بندكت السادس عشر.

## بنية الكوريا

### رئيس الوزراء
يعين البابا كل خمسة سنوات كاردينالاً خاصًا ليقوم بمهام رئيس وزراء الفاتيكان، أو المشرف العام على عمل مؤسسات الفاتيكان المختلفة، باستثناء وزارة الخارجية، فإن وزارات الفاتيكان لاتوجد في أي دولة من دول العالم الأخرى، ويطلق عليها عادة اسم «مجمع» أو «مجلس» أو «لجنة حبرية»، هناك أيضًا عدد من الأكاديميات ومنظمات الحرس السويسري تعتبر من منظمات الفاتيكان، إضافة إلى إذاعة الفاتيكان والمكاتب المختصة إدارة شؤون الإحصاء وحصر أملاك الكرسي الرسولي وإدارة شؤون البيت البابوي، فضلاً عن محاكم الفاتيكان الثلاثة.

### المجامع
- مجمع العقيدة والإيمان: يهتم بالشؤون الإيمانية والعقائدية في الكنيسة الكاثوليكية، ويصدر سنويًا عددًا كبيرًا من البحوث والدوريات حول معظم العقائد المسيحية، كذلك فإنه يصادق على أي منشور كنسي سيصدر عن البابا، سواءً أكان رسالة أم خطابًا أم تفسيرًا لعقيدة معينة أو حتى إعلان عقيدة جديدة، كما حصل عام 1865 مع عقيدة الحبل بلا دنس وعام 1950 مع عقيدة انتقال العذراء. يرأسه حاليًا الكاردينال ويليام ليفادا.[3]
- مجمع الكنائس الشرقية: يهتم بشؤون الكنائس الكاثوليكية الشرقية، عمل المجمع الأساسي الحفاظ على حقوق هذه الكنائس وتراثها ووحدتها مع الكنيسة الكاثوليكية ويشمل نطاق عمله جميع الكنائس الكاثوليكية في الشرق الأوسط و‌أوروبا الشرقية و‌أثيوبيا و‌القرن الأفريقي ويبلغ عددها 22 كنيسة. استحدث هذا المجمع عام 1862 على يد البابا ليون الثالث عشر.[4]

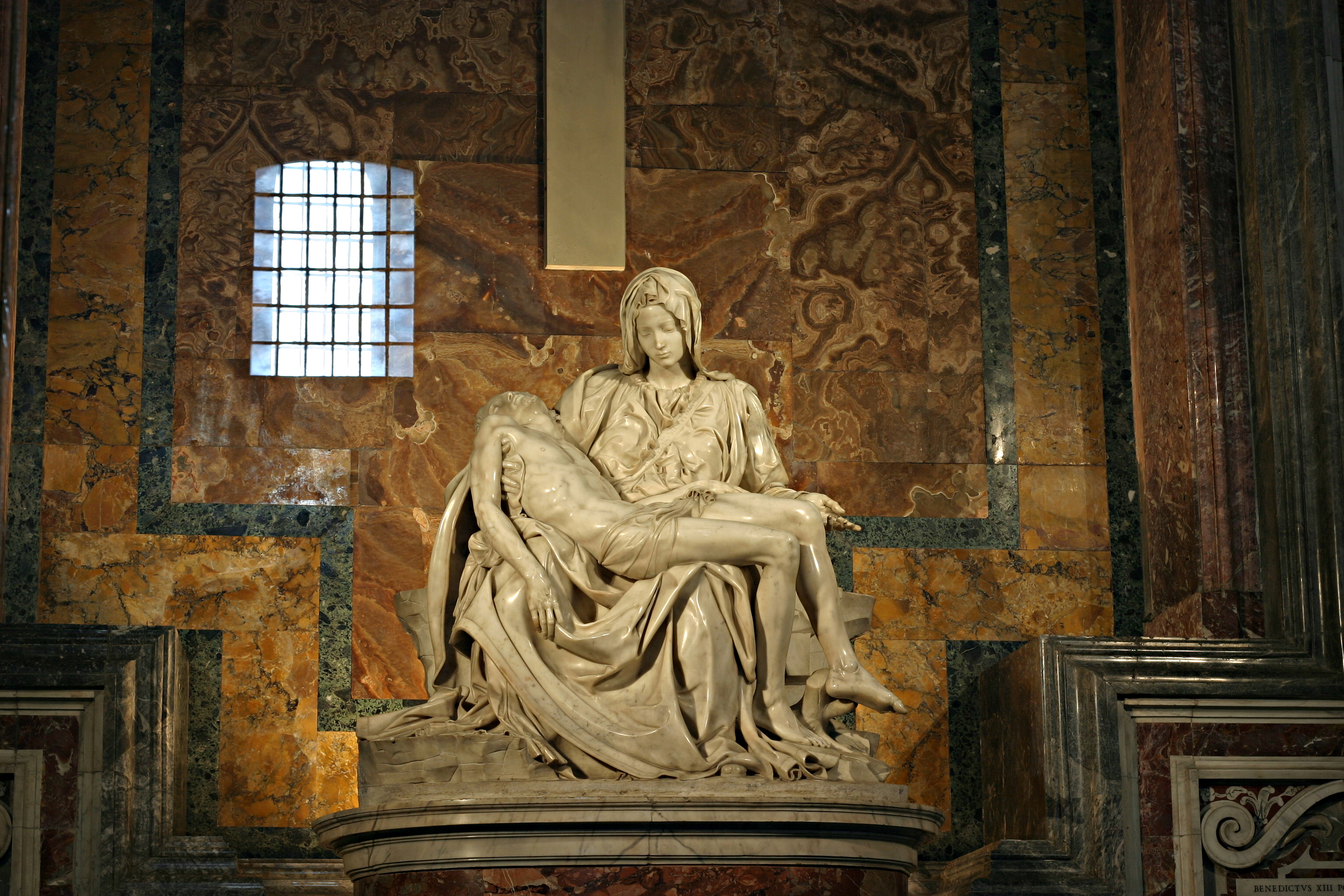
منحوتة لميكيلانجيلو تظهر المرحلة الثالثة عشر من درب «أنزل عن الصليب ووضع في حضن أمه المسكينة»، من القطع التي يشرف عليها المجلس البابوي لإدارة تراث الكرسي الرسولي.

- مجمع العبادة الإلهية: ينظم هذا المجمع الشؤون الطقسية في الكنيسة والشؤون التقنية للاحتفالات الدينية المختلفة. يرأسه حاليًا الكاردينال أنطونيو كاتيزا ريس.[5]
- مجمع شؤون القديسين: يهتم بمتابعة التفاصيل الدقيقة والمعقدة التي تؤدي لاختيار أحد ما قديسًا في الكنيسة الكاثوليكية، من خلال ثلاث مراحل هي، التكريم والتطويب، ومن ثم إعلان القداسة؛ وإثر إقرار دعوى القداسة في المجمع ترفع إلى البابا الذي له الحق برفضها أو إصدارها وتحديد موعد لإعلان الاحتفال بالتقديس؛ استحدث هذا المجمع عام 1588 على يد البابا سيكتوس الخامس، والرئيس الحالي هو رئيس الأساقفة أنجيلو مارتو.[6]
- مجمع تبشير الشعوب: يهتم بأمور التبشير بالدين المسيحي ونشره في أصقاع العالم المختلفة، ويسأل المجمع هذا عن كافة أعمال التبشير والنشاطات ذات الصلة المرتبطة بها.[7]
- مجمع رجال الدين: يهتم بأمور الكهنة و‌الشمامسة في الكنيسة الكاثوليكية، خصوصًا الأحوال المادية وطلبات التقاعد والإعفاء ويصدر التشريعات التي تنظم عمل مجالس الأبرشية وغيرها من المنظمات الكهنوتية في العالم.[8]
- مجمع المعاهد الإكليركية والحياة الرسولية: يهتم بتنظيم أمور المعاهد و‌الجامعات الكهنوتية الكاثوليكية حول العالم، أي تلك المعاهد التي يتلقى بها المرشحون لمنصب الكاهن أو الشماس أو الراهب، الإعداد اللازم لدخولهم في هذه الخدمة.[9]
- مجمع التعليم الكاثوليكي: ويمكن القول بأنها تقابل وزارة التربية والتعليم في سائر الدول، تهتم بشؤون المدارس والمعاهد و‌الجامعات الكاثوليكية العلمانية و‌الجامعات البابوية الحبرية حول العالم.[10]
- مجمع الأساقفة: وهو المجمع الذي يدرس السير الشخصية لمختلف الكهنة لمعرفة ما إذا كانوا مؤهلين لمنصب الأسقف وهو من يقدم الترشيحات بذلك إلى البابا؛ كذلك فإن المجمع مفوض بدارسة استحداث أبرشيات جديدة أو إلغاء بعض الأبرشيات أو إحالة بعض الأساقفة إلى التقاعد وتعيين الأساقفة المعاونين؛ وينظم أيضًا مواعيد زيارة الأساقفة كل خمسة سنوات بشكل دوري للبابا ويطلق عليها في الكنيسة الكاثوليكية اسم «زيارة الأعتاب الرسولية». يبلغ عدد الأبرشيات الكاثوليكية في العالم دون أبرشيات الكنائس الكاثوليكية الشرقية حوالي ألف وخمسمائة أبرشية؛ ولا يشمل عمل هذا المجمع أبرشيات الكنائس الكاثوليكية الشرقية.[11]
- المحكمة الكاثوليكية العليا: وهي لا تنظر بالقضايا الدينية التي تنظر المحاكم العادية بها، وإنما تختص بقضايا الطعون المقدمة بإحدى القرارات الكنسية، ومتابعة الأحوال القضائية للكنيسة الكاثوليكية في العالم، وفض النزاعات أو المشاكل بين رجال الدين، ويعتبر حكم المحكمة الكاثوليكية العليا ملزمًا ولا يوجد محكمة نقض أو استئناف له، باستثناء محكمة روتا الرومانية، ويحدد القانون الفاتيكاني أنواع الحالات التي من الممكن أن تنظر محكمة الاستئناف بها أصولاً، ويعتبر البابا شخصيًا رئيس المحكمة الكاثوليكية العليا.[12]

### المجالس
- المجلس البابوي لشؤون العلمانيين: يساعد البابا في إدارة علاقة الكنيسة مع العلمانيين والجمعيات المنظمة لهم، ومساهمات هذه الجمعيات، والرئيس الحالي هو رئيس الأساقفة ستانيسلو ريكلو.[13]
- المجلس البابوي لتعزيز وحدة المسيحيين: يدير هذا المجلس علاقات الكنيسة الكاثوليكية مع الكنائس البروتستانتية والكنائس الأرثوذكسية الشرقية و‌الأرثوذكسية المشرقية، وينظم الحوارات القائمة بين المسيحيين؛ ويتبع للمجلس لجنة خاصة لدفع العلاقات مع اليهود.[14]
- المجلس البابوي لشؤون الأسرة: استحدث هذا المجلس عام 1973 ثم أعاد البابا يوحنا بولس الثاني تنظيمه عام 1981، ويهدف إلى تنظيم وضع الأسر المسيحية والحفاظ على حقوقها وكرامتها في المجتمع المدني.[15]
- المجلس البابوي للعدالة والسلام: يهدف هذا المجلس لتعزيز علاقات الفاتيكان مع مختلف المنظمات الدولية وفئات العالم المختلفة تحقيقًا للعدالة والسلام ونشرًا لحقوق الإنسان.[16]
- المجلس البابوي للتنمية البشرية والمسيحية: استحدث عام 1971 في عهد البابا بولس السادس، المقر الرسمي له في قصر سان كاليستو في روما وليس في الفاتيكان، ويمكن اعتباره بمثابة الجمعية الخيرية للفاتيكان والمنظم لعمل الجمعيات الخيرية الكاثوليكية حول العالم، في تنظيم عمليات التبرع والإغاثة في أعقاب الكوراث الكبرى التي تواجه البشرية، وينسق المجلس مع مختلف الجميعات العالمية للإغاثة كالصليب الأحمر الدولي مثلاً.[17]
- المجلس البابوي لرعاية شؤون المهاجرين: استحدث عام 1988 لرعاية الشؤون الروحية للكاثوليك المهاجرين الجدد.[18]
- المجلس البابوي للرعاية الأبرشية للعاملين في مجال الرعاية الصحية: استحدث عام 1985 ثم أعيد تنظيمه عام 1988، وتهتم بشؤون المستشفيات والعيادات والصيدليات و‌المراكز الطبيَّة الكاثوليكيَّة حول العالم. واستحدث المجلس «للتعبير عن التعاطف من قبل الكنيسة للمرضى وذلك من خلال مساعدة أولئك الذين يخدمون المرضى».[19]
- المجلس البابوي للنصوص التشريعية: يهتم بتفسير القوانين الكنسية المختلفة وذلك على ضوء الكتاب المقدس، وقد نصت المادة 154 من قوانين الكنيسة على إنشاء هذا المجلس؛ يرأسه حاليًا المطران فرانشيسكو كوكوبالميريو.[20]
- المجلس البابوي لحوار الأديان: استحدث في أعقاب المجمع الفاتيكاني الثاني وذلك تطبيقًا لتوصياته حول أهمية تعاون الكنيسة الكاثوليكية مع مختلف الأديان، وتم تحديد أهدافه بأنها، تعزيز التفاهم المتبادل والاحترام العميق بين الكاثوليك وسائر الأديان؛ التشجيع على دراسة الأديان؛ تشكيل لجان حوار بين مختلف الأديان بحثًا عن نقاط مشتركة وحلاً لنقاط الخلاف.[21]
- المجلس البابوي للثقافة: إلى جانب اهتمامه بالثقافة والحضارة الإنسانية، يدرس أعضاء هذا المجمع مختلف الأفكار والأعمال الثقافية التي تؤثر على البشرية ويقيم الفاتيكان موقفه من هذه الأفكار بناءً على دراسات المجلس؛ ويهتم المجلس بشكل خاص بدراسة الحركات والأفكار الإلحادية كالشيوعية و‌الحلولية و‌الوجودية؛ ظهر بشكله الحالي عام 1993 إثر دمجه مع المجلس الخاص لشؤون الحوار مع غير المؤمنين.[22]
- المجلس البابوي للاتصالات الاجتماعية: ومن الممكن اعتبارها وزارة الإعلام في الفاتيكان، إنما من الناحية الدينية وليس من الناحية الإدارية؛ فالمجلس يهتم بشؤون تنظيم الإعلام المسيحي حول العالم، ويضاف إلى مهامه مهمة أخرى هي «نشر الإنجيل بالاستخدام الأمثل لوسائل الإعلام»؛ استحدث عام 1988 تطبيقًا لتوصيات المجمع الفاتيكاني الثاني.[23]
- سينودوس الأساقفة: وهو من أقدم المؤسسات في تاريخ الكنيسة برمتها؛ ويعتبر البابا شخصيًا رئيس هذا المجمع؛ ويعتبر إلى حد ما المجلس التشريعي للكنيسة الكاثوليكية برمتها، إذ تطرح فيه الأفكار والقوانين والقواعد الجديدة وتقر بالتصويت؛ وقد أعاد تنظيم قواعده التي رسمها مجمع نيقية المجمع الفاتيكاني الثاني؛ وتعلق أعمال سينودس الأساقفة في حال شغور الكرسي البابوي.[24]
- المجلس البابوي لإدارة تراث الكرسي الرسولي: أنشأ من قبل البابا ليون الثالث عشر؛ وهو شبيه بوزارة الأوقاف في سائر الدول، يهتم بإحصاء أملاك الفاتيكان حول العالم، وتقديم الأموال اللازمة لصيانتها والحفاظ عليها، وتنظيم السياحة فيها؛ كذلك فإنه يهتم بطرق إدارة الأموال المقدمة من قبل الجمهورية الإيطالية إلى الفاتيكان، تعويضًا عن الأراضي التي فقدتها الفاتيكان بعد إنهاء الولايات البابوية. وقد أعاد البابا بولس السادس تنظيمه العام 1967 ويرأسه منذ العام 2002 الكاردينال أوتيليو نيكورا.[25]

### اللجان

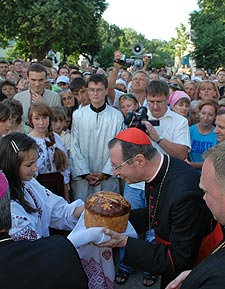
الكاردينال لاجولو، رئيس وزراء الفاتيكان السابق، بين 2006 و2011.

- لجنة إدارة الشؤون المالية في الكرسي الرسولي: تقوم بتنظيم المالية العامة للفاتيكان والميزانيات الخاصة بكل مجمع ولجنة ومجلس في الفاتيكان وتظهر التقارير السنوية والإحصاءات الدورية حول وضع الإنفاق العام.[26]
- اللجنة الحبرية للتراث الثقافي للكنيسة: تأسست اللجنة عام 1988 من قبل البابا يوحنا بولس الثاني، وتقوم اللجنة بالوصاية على التُراث التاريخيّ والفنيّ للكنيسة بأسرها، والتي تشمل الأعمال الفنيَّة والكُتب والمخطوطات والوثائق التاريخيَّة المحفوظة في المتاحف والمكتبات الكنسيَّة. وتحفظ الكنيسة في متاحفها وأرشيفها ومكاتبها مجموعة من أرقى المنتوجات الفنيَّة والأدبيَّة للجنس البشري على مر العصور.[27]
- اللجنة الحبرية لشؤون علم الآثار المقدسة: أنشأت عام 1852 لمواكبة الكنيسة لجديد علم الآثار والحفاظ على الآثار المسيحية من كنائس وقلاع ومدافن وغيرها من المباني التراثية، وقد قام البابا بيوس الثاني عشر بتوسيع صلاحياتها منتصف القرن العشرين.
- اللجنة البابوية لشؤون الكتاب المقدس: لجنة استشارية مؤلفة من عدد كبير من علماء اللاهوت والكتابيين الكاثوليك، يرأسها حكمًا رئيس مجمع العقيدة الإيمان؛ تهتم اللجنة بالطبعات والتراجم الحرفية المعتمدة في الكنيسة للكتاب المقدس، وعرض العقائد المسيحية من وجهة نظر الكتاب المقدس والبت في المسائل الخطيرة التي قد تنشأ بين العلماء الكاثوليك فيما يخص بعض النصوص، ومنح الأجوبة لكاثوليك العالم حول مقررات الكنيسة الكاثوليكية معتمدًا على الكتاب المقدس، وأخيرًا نشر الدراسات الدورية والمنشورات. يتبع للجنة نظام مؤتمت يربطها بمكتبة الفاتيكان.[28]
- اللجنة اللاهوتية الدولية: هيئة استشارية من ثلاثين لاهوتيًا كاثوليكيًا مختارين من مناطق مختلفة حول العالم، تقدم المشورة لمجمع العقيدة والإيمان، وبشكل منفصل عنه، تسعى اللجنة لوضع نسخة جديدة من قانون التعليم المسيحي في الكنيسة، وهو عمل ضخم تعكف عليه منذ العام 1993.
- اللجنة الحبرية لشؤون أمريكا الجنوبية: أنشأت العام 1958 على عهد البابا بيوس الثاني عشر، للمساعدة في تنمية قارة أمريكا الجنوبية التي تعتبر الكاثوليكية دين جميع سكانها تقريبًا.

### أجسام أخرى
- الأكاديمية البابوية للعلوم: تأسست عام 1936 بطلب من البابا بيوس الحادي عشر، لتعزيز تقدم العلوم خصوصًا الرياضيات الفيزيائية والرياضيات الطبيعية ودراسة المشاكل المعرفية ذات الصلة؛ وقد خرّجت أسماء هامة في علم الفيزياء في القرن العشرين.[29]

## مواقع خارجية
- الموقع الرسمي للكوريا الرومانية. (بالإنجليزية)
- الكوريا الرومانية - من الموسوعة الكاثوليكية. (بالإنجليزية)